# Никонорівка (Полтавський район)
Никонорі́вка — село в Україні, у Скороходівській селищній громаді Полтавського району Полтавської області. Населення становить 229 осіб. До 2020 орган місцевого самоврядування — Филенківська сільська рада.

## Географія
Село Никонорівка знаходиться на березі річки Свинківка, вище за течією на відстані 1 км розташоване село Филенкове, нижче за течією на відстані 2 км розташоване село Підгірне. Річка в цьому місці пересихає, на ній зроблено кілька загат. Поруч проходить автомобільна дорога Т 1722.

## Історія
12 червня 2020 року, відповідно до розпорядження Кабінету Міністрів України № 721-р «Про визначення адміністративних центрів та затвердження територій територіальних громад Полтавської області», село увійшло до складу Скороходівської селищної громади.
19 липня 2020 року, в результаті адміністративно — територіальної реформи та ліквідації Чутівського району, село увійшло до складу новоутвореного Полтавського району.